# Obras vivas
Obras vivas é um termo usado em construção naval para se referir a parte inferior do casco das embarcações, situada abaixo da linha d'água em condições de carga máxima, ou seja, a porção que permanece totalmente ou quase totalmente submersa.